# Cristian Galano
Cristian Galano (Foggia, 1 de abril de 1991) es un futbolista italiano que juega de delantero. Fue convocado a participar con la selección de fútbol de Italia sub-16, sub-18, sub-19 y sub-20.

## Carrera deportiva
Nacido en Foggia, Galano, comenzó su carrera en el Football Club Bari 1908. Debutó en la Serie B el 23 de mayo de 2009 en una derrota frente al Salernitana Calcio 1919. En 2010 se marchó cedido al AS Gubbio 1910. En su regreso al Bari, renovó por tres temporadas más.

### Vicenza
El 31 de agosto de 2015 se marcha cedido al Vicenza Calcio, y ficha definitivamente por el Vicenza en verano de 2016. En octubre de 2016 se convierte en el primer jugador en recibir una tarjeta verde, que premia el buen comportamiento del futbolista dentro del terreno de juego. En lo que se refiere a su rendimiento deportivo logró 8 goles en 36 partidos.

### Bari
El 31 de enero de 2017 regresa al Football Club Bari 1908 como cedido pero con una opción de compra obligatoria.
La temporada 2017-18 la comenzó lanzado. En la primera jornada de la Serie B marcó su primer gol de la temporada, en la victoria del Bari por 3-0 al Associazione Calcio Cesena. El 8 de octubre de 2017 marcó el gol que supuso la remontada de su equipo frente al AS Avellino, y una semana después marcó un doblete para salvar un empate ante el Pro Vercelli. Después marcó en otros cuatro partidos de forma consecutiva, logrando un doblete más en uno de ellos contra el Salernitana. Volvió a marcar un doblete en la victoria por 1-3 ante el Perugia Calcio, aupando al Bari a la segunda plaza del campeonato.

### Parma
El 3 de agosto de 2018 se hizo oficial su fichaje por el Parma Calcio 1913.

### Foggia
Dos semanas después de firmar por el Parma fue cedido con opción de compra al Foggia Calcio.

### Pescara
A finales de junio de 2019, el Parma anunció el traspaso del jugador al Delfino Pescara 1936.

## Clubes
| Club                                         | País   | Año       |
| -------------------------------------------- | ------ | --------- |
| Football Club Bari 1908                      | Italia | 2009-2016 |
| Associazione Sportiva Gubbio 1910 (préstamo) | Italia | 2010-2011 |
| Vicenza Calcio (préstamo)                    | Italia | 2015-2016 |
| Vicenza Calcio                               | Italia | 2016-2017 |
| Football Club Bari 1908 (préstamo)           | Italia | 2017      |
| Football Club Bari 1908                      | Italia | 2017-2018 |
| Parma Calcio 1913                            | Italia | 2018-2019 |
| Foggia Calcio (préstamo)                     | Italia | 2018-2019 |
| Delfino Pescara 1936                         | Italia | 2019-2022 |
| Football Club Bari 1908 (préstamo)           | Italia | 2022      |
| Football Club Bari 1908                      | Italia | 2022-2023 |